# انوشیروان سپهبدی
انوشیروان سپهبدی (۱۲۶۷ تهران – ۱۳۶۰ تهران) دیپلمات ارشد و وزیر امورخارجه ایران در دوران پهلوی بود. در دوران وزارت امورخارجه او ایران با امضای منشور ملل متحد در کنفرانس سان فرانسیسکو از پایه‌گذاران سازمان ملل شد.
پدرش محمد اسماعیل خان نام داشت. پس از طی مدرسهٔ سیاسی تهران که مشیرالدوله بنیان نهاده بود، در سال ۱۲۸۶ به استخدام در وزارت امور خارجه درآمد. چندی معاون اداره عثمانی بود تا به نایب دومی ژنرال قنسول (سرکنسول) تفلیس منصوب شد. از دیگر مشاغل وی، کارگزاری (مسئول امور کیفری و حقوقی اتباع بیگانه) در همدان، معاونت کابینه (دفتر) وزارتی، مدیر اطلاعات، رئیس اداره سوم سیاسی بود تا سرانجام به ریاست اداره کل تشریفات منصوب شد.
سپهبدی در سال ۱۳۰۸ سمت وزیر مختار ایران در برن و نمایندگی در جامعهٔ ملل را عهده‌دار شد و نزدیک به چهار سال در آن سمت مستقر بود. پس از اتمام ماموریت، به تهران بازگشت. در هشتم امرداد ۱۳۱۲ محمدعلی فروغی وزیر امورخارجه او را به جای حسنعلی غفاری (معاون‌الدوله) به عنوان معاون خود به مجلس شورای ملی معرفی کرد. کمتر از پنج ماه معاون بود تا به وزیر مختاری ایران در ایتالیا فرستاده شد. در سال ۱۳۱۵ سفیرکبیر ایران در اتحاد جماهیر شوروی شد و دو سال در آن کشور به سر برد و در ۱۳۱۹ به سمت سفیرکبیری ایران در ترکیه تعیین شد و این سمت را تا سال ۱۳۲۳ دارا بود.
سپهبدی پس از بازگشت به تهران از سال ۱۳۲۴ در کابینه‌های زودگذر ابراهیم حکیمی و محسن صدر، به سمت وزیر امور خارجه معرفی شد. در دوران وزارت امورخارجه او ایران با امضای منشور ملل متحد در کنفرانس سان فرانسیسکو از پایه‌گذاران سازمان ملل شد.
در بهمن ۱۳۲۴ سپهبدی در کابینهٔ احمد قوام به سمت وزیر دادگستری تعیین و در امرداد ۱۳۲۵ با ترمیم کابینه، وزیر مشاور شد. در خرداد ۱۳۲۶ در کابینهٔ احمد قوام، برای بار سوم به وزارت امور خارجه تعیین شد و در همان سال با سمت سفیرکبیر، عازم فرانسه شد.
انوشیروان سپهبدی هنگامی که ابراهیم حکیمی به وزارت دربار تعیین شد، ریاست تشریفات سلطنتی را بر عهده گرفت و تا سال ۱۳۲۸ دارای همان سمت بود. در همان سال، مجلس سنا تشکیل شد و شاه او را به سناتوری انتصابی تهران برگزید که تا مهر ۱۳۳۱ در آن سمت بود. در سال ۱۳۳۲ با سمت سفیرکبیر ایران در مصر، عازم قاهره شد و پنج سال در آن سمت بود. در سال ۱۳۴۱ به سمت سفیرکبیر ایران در دربار پاپ تعیین و سرانجام در سال ۱۳۴۵ با شصت سال سابقهٔ خدمت بازنشسته شد.
نام خانوادگی او تا سال ۱۳۰۸ سپهبد بود، چون درجه‌ای بدین نام وارد درجات نظامی ارتش ایران شد، به وی تکلیف تغییر نام خانوادگی شد و سپهبد را به سپهبدی تغییر داد. سپهبدی روی‌هم‌رفته از دیپلمات‌های ورزیده و متین و بی‌سر و صدا بود.

## خانواده
پسرش فرهاد در مراکش سفیر شد و برادرزاده‌هایش منوچهر و پرویز به ترتیب سفیر ایران در بحرین، یونان و دانمارک شدند. انوشیروان سپهبدی همچنین شوهر خاله فریدون و امیرعباس هویدا بود.